# Michael Sata
Michael Chilufya Sata, född 6 juli 1937 i Mpika, Norra provinsen, död 28 oktober 2014 i London, var en zambisk politiker och landets president från september 2011 fram till sin död 2014.
Sata började sin politiska bana inom regeringspartiet Movement for Multiparty Democracy (MMD), där han tillhörde den inre kretsen kring landets dåvarande president Frederick Chiluba. 
När Chiluba utsåg Levy Mwanawasa som sin efterträdare lämnade Sata, känd som "King Cobra" på grund av sin giftiga tunga, MMD och bildade oppositionspartiet Patriotic Front (PF). Som presidentkandidat för detta parti var Sata Mwanawasas huvudmotståndare i 2006 års presidentval. Mwanawasa vann valet och regerade landet fram till sin död 2008 då han efterträddes av Rupiah Banda.
I presidentvalet i september 2011 besegrade Sata den sittande presidenten, med 43 procent av rösterna mot Bandas 36 procent. Sata svors fredagen den 23 september in som Zambias nye president.